# From now on
『frоm now on』（フロム ナウ オン）は、美郷あきの4thベストアルバムである。

## 概要
- 内訳としてシングル4曲・カップリング4曲・アルバムオリジナル1曲・JAM Projectのカバー1曲・初収録2曲の全12曲が収録されている。

## 収録曲
1. Life and proud
  - 作詞:畑亜貴、作曲・編曲:藤末樹
2. Jewelry tears
  - 作詞:西又葵、作曲・編曲:アッチョリケ
3. Little Wing
  - 作詞:影山ヒロノブ・奥井雅美、作曲:影山ヒロノブ、編曲:安瀬聖
4. 波の階段
  - 作詞:畑亜貴、作曲:TODA KOHEI、編曲:菊谷知樹
5. Scarlet Bomb!
  - 作詞:畑亜貴、作曲・編曲:飯塚昌明
6. Hide and seek
  - 作詞:畑亜貴、作曲・編曲:飯塚昌明
7. Unusual Days
  - 作詞:畑亜貴、作曲・編曲:黒須克彦
8. all allow
  - 作詞:畑亜貴、作曲・編曲:藤末樹
9. 兆しの太陽
  - 作詞:畑亜貴、作曲：田村信二、編曲：solaya
10. Made in WONDER
  - 作詞:畑亜貴、作曲・編曲:黒須克彦
11. Love Wind
  - 作詞・作曲・編曲:R・O・N
12. from now on
  - 作詞:美郷あき、作曲・編曲:井上俊次

## タイアップ
| 曲名           | タイアップ                                                         |
| -------------- | ------------------------------------------------------------------ |
| Life and proud | テレビアニメ『明日のよいち』エンディングテーマ                     |
| Jewelry tears  | PCゲーム『俺たちに翼はない』オープニングテーマ                     |
| Little Wing    | TVアニメ『スクラップド・プリンセス』オープニングテーマ・カバー     |
| Scarlet Bomb!  | テレビアニメ『NEEDLESS』後期オープニングテーマ                     |
| Unusual Days   | TVアニメ『喰霊－零－』イメージソング・第7話挿入歌                  |
| all allow      | PS2・PSPゲーム『ヒイロノカケラ〜新玉依姫伝承〜』エンディングテーマ |
| Made in WONDER | テレビアニメ『よくわかる現代魔法』エンディングテーマ               |